# Castello di Třeboň
Il castello di Třeboň (in ceco Zámek Třeboň) si trova nell'omonimo comune del Distretto di Jindřichův Hradec nella Boemia Meridionale, Repubblica Ceca. Il castello rinascimentale, che è stato dichiarato monumento culturale nazionale, è circondato da un parco all'inglese e con la sua superficie è uno dei castelli più grandi della Boemia meridionale.

## Storia

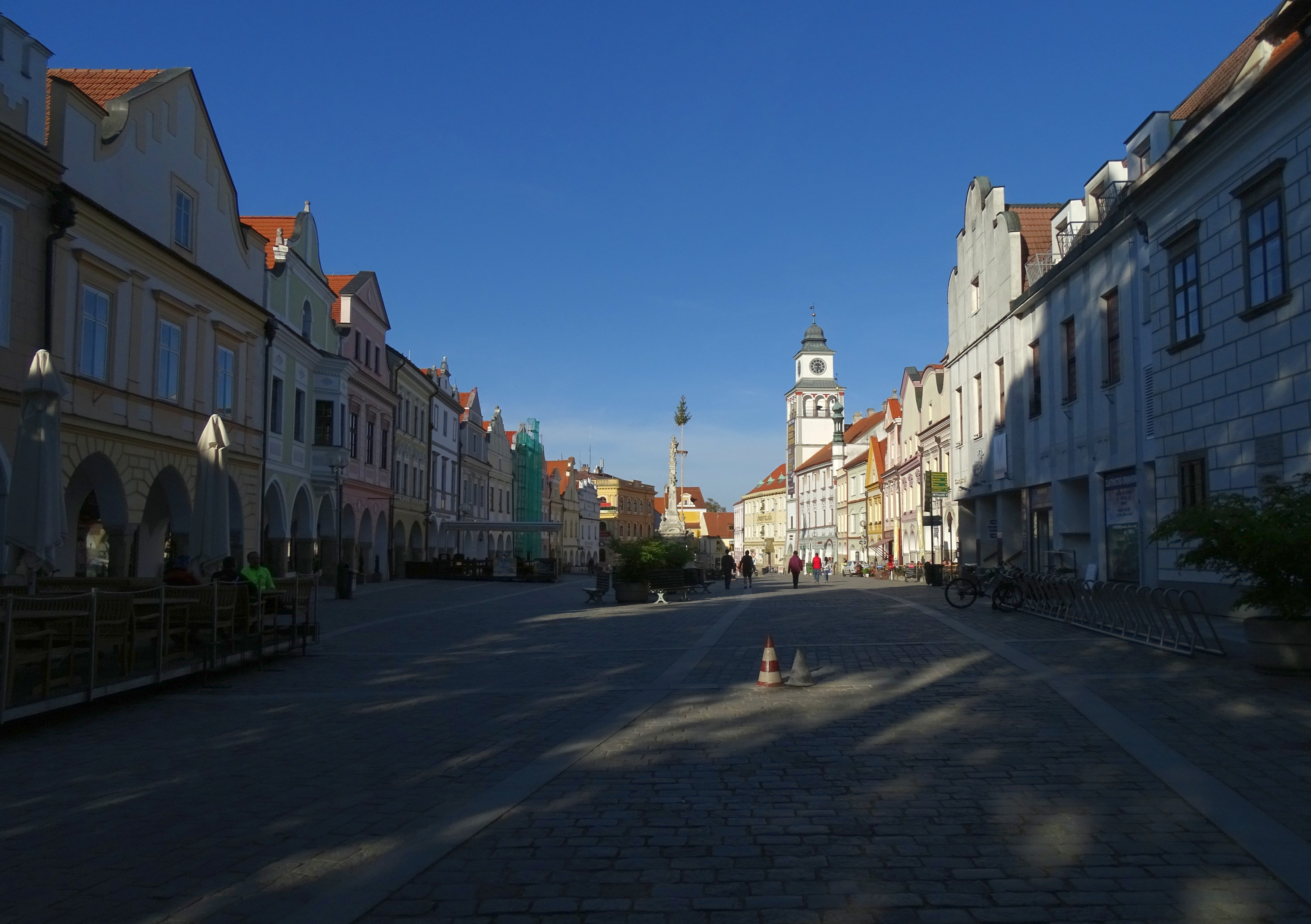
Piazza Masaryk sulla quale si affaccia il castello

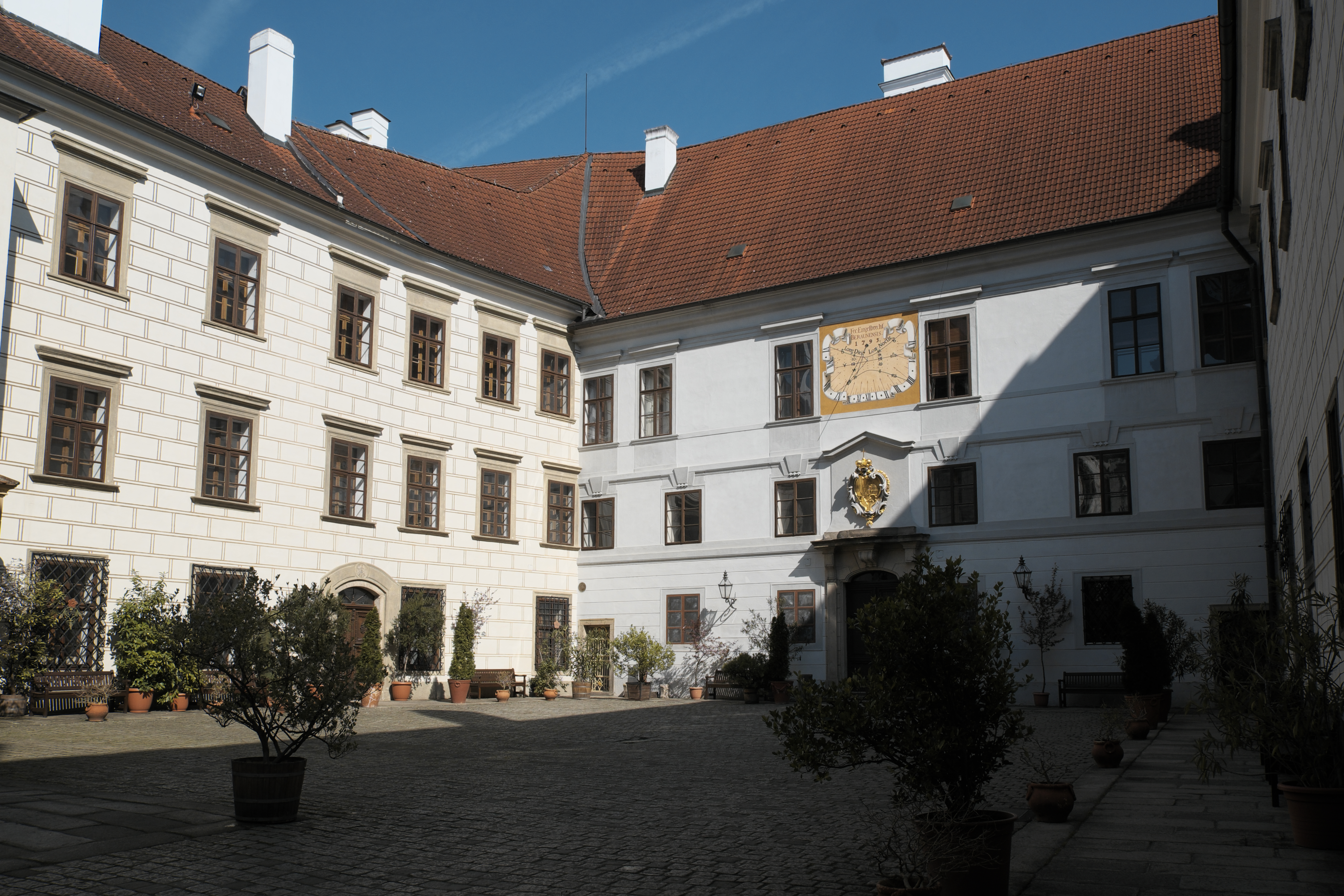
Particolare del cortile

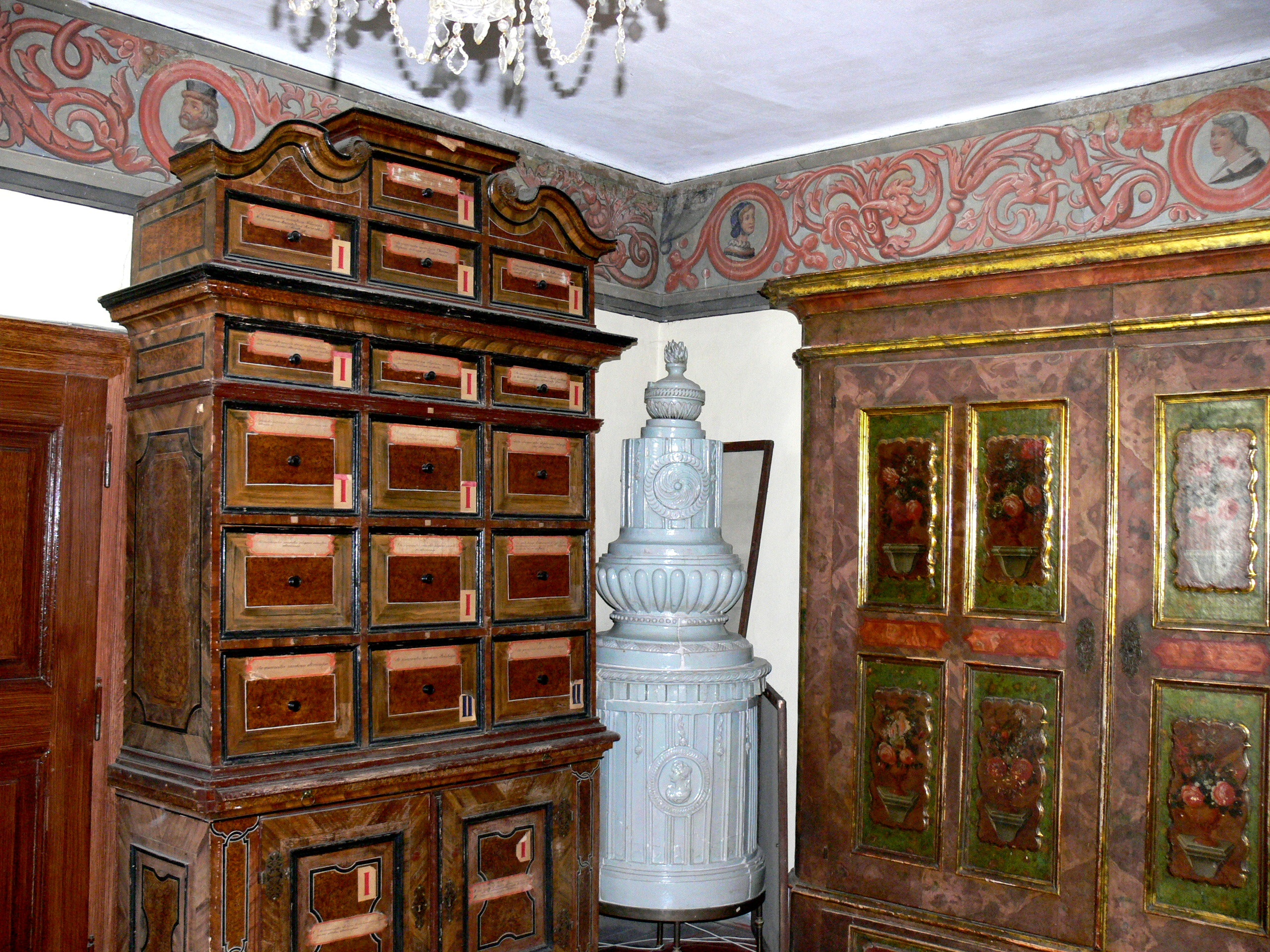
Una sala dell'archivio di Stato

Sul sito della struttura che ci è pervenuta venne edificata una fortezza menzionata per la prima volta nel 1374. Poco prima il territorio era entrato sotto il controllo della nobile famiglia Rožmberk che incentivò lo sviluppo della città e del circondario. La fortificazione venne assediata due volte dagli Hussiti che non riuscirono ad espugnarla. Attorno al XVI secolo il territorio di Třeboň risultò essere il più redditizio del dominio Rožmberk. Nel 1522 a questo edificio furono aggiunte due ali laterali, quella occidentale e quella orientale. Nel 1562 un incendio distrusse la città e anche il castello ne venne danneggiato. Guglielmo di Rožmberk affidò quindi ai valacchi Giovanni e Antonio Ericera l'incarico di ricostruire con un nuovo aspetto il castello trasformando i vecchi edifici in una residenza signorile rinascimentale. I lavori vennero ultimati più tardi, quando il signore era Peter Wok von Rosenberg da Domenico Benedetto Cometta, un architetto e capomastro svizzero che lavorò principalmente nella Boemia meridionale. Dopo la morte dell'ultimo Rožmberk, nel 1611, il castello passò agli Schwarzenberg. Questi, dopo battaglia della Montagna Bianca durante la guerra dei trent'anni persero gran parte dei loro possedimenti, compresa la tenuta di Třeboň, che fu donata dall'imperatore Ferdinando II d'Asburgo ancora ai Rožmberk. Nessuno tuttavia si prese cura della proprietà riacquisita e il castello tornò ancora nelle mani dell'antica famiglia tedesca Schwarzenberg, che lo acquistò nel 1660. Nel biennio 1706-1707 venne recintata la parte meridionale del cortile esterno e vennero costruite scuderie e granai ampliati negli anni successivi. Negli anni tra il 1724 e il 1729 il costruttore Antonín Erhard Martinelli intervenne sulla struttura di un precedente corridoio edificando un edificio in mattoni (divenuto il cosiddetto Corridoio Lungo). Questo edificio ad un piano con stanze a volta al piano terra da allora viene utilizzato per conservare i fondi d'archivio dell'Archivio di Stato di Třeboň. Gli edifici barocchi nella parte occidentale del cortile esterno furono costruiti tra il 1763 e il 1766 e servivano come edifici ufficiali dell'amministrazione della tenuta. Gli Schwarzenberg mantennero il castello fino al 1920 e lo abbandonarono dopo la prima riforma agraria e per diversi anni venne utilizzato come albergo. Nel 1940 fu requisito dalla Gestapo e dopo la seconda guerra mondiale, nel 1945, subentrò l'amministrazione nazionale e nel 1947 il castello di Třeboň fu nazionalizzato.

## Descrizione

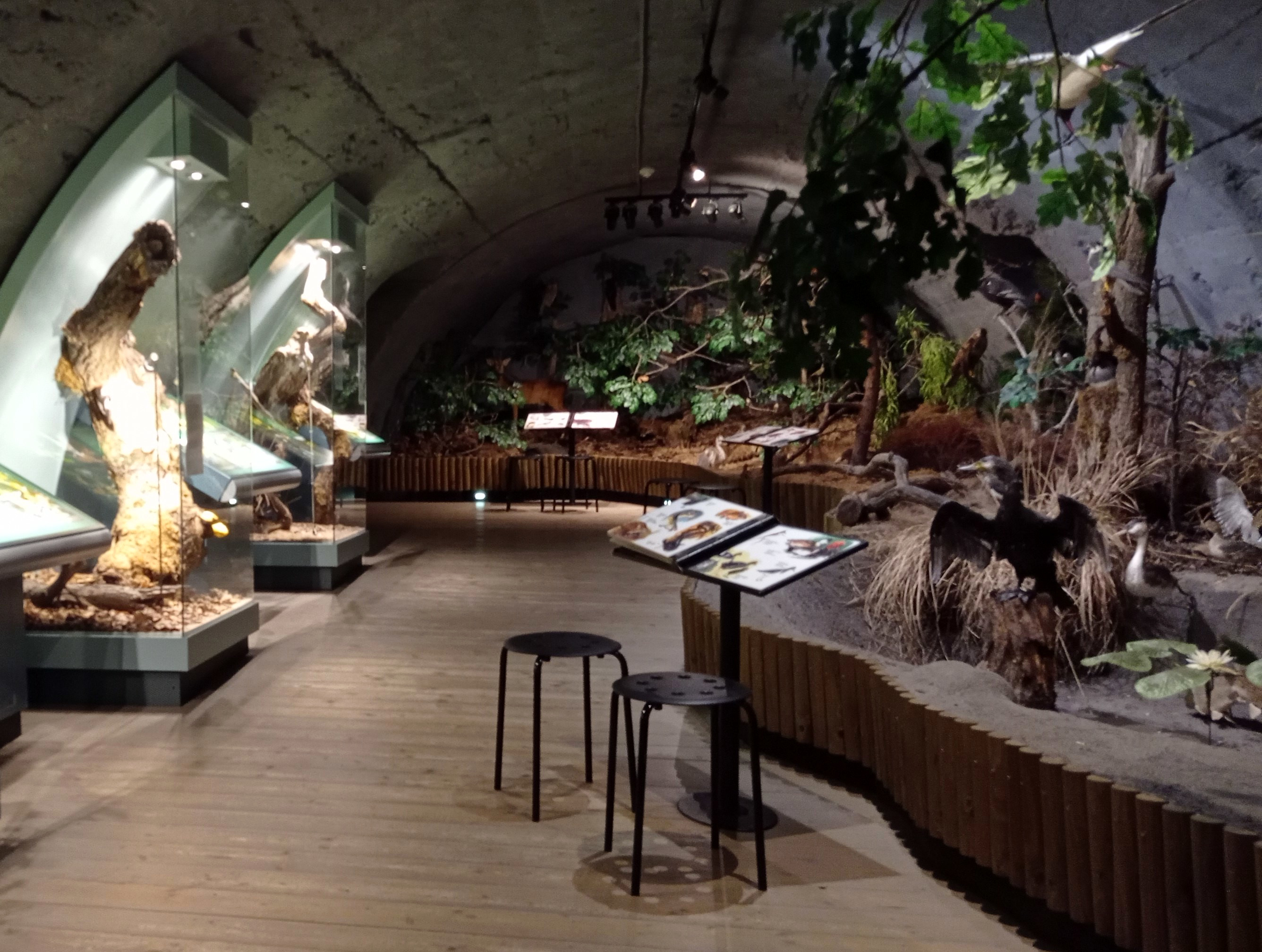
Parte delle sale adibite a museo

Il castello rinascimentale sorge sul lato sud ovest del centro storico della città di Třeboň, comune della Boemia Meridionale, Repubblica Ceca. Il castello è costituito da quattro ali irregolari che racchiudono un cortile a quadrilatero, è circondato da un parco all'inglese ed è uno dei più grandi castelli della Boemia meridionale. Una parte del complesso del castello ospita il famoso Archivio Třeboň, una delle collezioni più importanti della Repubblica Ceca. Nel complesso del castello trova spazio anche un teatro. Nella parte meridionale si trovano tre bastioni disposti a semicerchio che si prolungano nel fossato. In origine la loro altezza non superava la cinta muraria ed erano aperti sul lato rivolto verso la città. Nell'area del castello si conerva il monumento funebre degli Schwarzenberg.

### Monumento culturale della Repubblica Ceca
La tutela dei monumenti della Repubblica Ceca considera il complesso del castello di Třeboň un monumento culturale tutelato col numero di catalogo 1000152662.